# Iglesia de San Francisco (Tarifa)
La iglesia de San Francisco de Asís es un templo católico situado en el casco histórico de Tarifa (Provincia de Cádiz, España). Se trata de la iglesia abierta al culto situada más al sur de toda Europa continental.

## Historia
La iglesia tiene su origen en el siglo XVI, existiendo fuentes sobre ella desde el año 1519.
Fue sufriendo un progresivo abandono y quedó dañada por el terremoto de Lisboa de 1755. A raíz de estos eventos tuvo que ser prácticamente demolida y reconstruida entre los años 1794 y 1797, siguiendo los modelos estilísticos del barroco y del neoclásico, propios de la época.

## Descripción
La iglesia es de planta rectangular y cuenta con tres naves separadas por pilares de sección cuadrangular donde descansan arcos de medio punto.
La nave central se cubre mediante bóveda semicircular o de cañón, y termina en un ábside de planta semicircular donde se ubica el Altar Mayor. Una serie de balconadas sobre las naves laterales donde en tiempos se asistía a los oficios se abren a la nave principal.
Esta iglesia presenta un coro decimonónico en la capilla Mayor, en torno a un baldaquino de planta circular igualmente del siglo XIX cuya cúpula sobre columnas corintias alberga una valiosa talla de la Inmaculada, realizada en 1563.
También cuenta con una valiosa imaginería religiosa, con las piezas más antiguas de Tarifa, como el crucificado Santo Cristo del Consuelo, del siglo XVI.